# Кубок мира по выездке
Кубок мира по выездке — ежегодные международные соревнования по выездке. Проводится с 1985 года.
Каждый отборочный этап финала Кубка мира, который проводится в конце каждого сезона, состоит из двух соревнований (Гран-при по выездке и Гран-при в свободном стиле). С 1985 по 2001 год оба соревнования учитывались для результатов отбора, которые были частью мирового чемпионата мира в этом сезоне.
Финал Кубка мира проводится в конце каждого сезона Кубка мира по выездке в марте или апреле.

## Победители кубка мира
| Сезон     | Место проведения        | Золото                     | Серебро                          | Бронза                           |
| --------- | ----------------------- | -------------------------- | -------------------------------- | -------------------------------- |
| 1985/1986 | Нидерланды, Хертогенбос | Дания Анна Грете Йенсен    | Великобритания Кристофер Бартл   | Швейцария Кристина Стюкельбергер |
| 1988/1989 | Швеция, Гётеборг        | Франция Маргит отто Крепин | Швейцария Кристина Стюкельбергер | СССР Нина Менькова               |
| 1989/1990 | Нидерланды, Хертогенбос | Германия Свен Розенберг    | Германия Микаель Климке          | СССР Нина Менькова               |
| 1990/1991 | Франция, Париж          | Финляндия Кира Чюрклунд    | СССР Нина Менькова               | Германия Свен Розенберг          |
| 2017/2018 | Франция, Париж          |                            |                                  |                                  |
| 2018/2019 | Швеция, Гётеборг        |                            |                                  |                                  |
| 2019/2020 | США, Лас-Вегас          |                            |                                  |                                  |
| 2020/2021 | Швеция, Гётеборг        |                            |                                  |                                  |